# Rogue Status
Rogue Status är ett klädmärke som ursprungligen kommer från Los Angeles i USA. Det skapades 2005 av designerna Johan Esbensen och Rex Holloway. Det tog inte lång tid innan deras design uppmärksammades av de två kända profilerna Travis Barker och Rob Dyrdek. De båda valde att investera i företaget, och i MTV:s TV-serie Rob Dyrdeks Fantasy Factory kan man se att många av de medverkande bär Rogue Status-kläder. Travis Barker som mest är känd som trummis i bandet Blink 182 har sedan bandet lades ner blivit mer och mer involverad i klädindustrin. Han äger sedan 1999 ett eget klädmärke (Famous Stars and Straps) och de har tillsammans med Rogue Status gjort en hel del plagg, bland annat för att hedra Lil' Chris som dog i en flygolycka 2008.
Rogue Status är mest kända för sitt "Gunshow"-mönster som pryder flera av deras plagg. Mönstret föreställer silhuetten av en mängd vapen som tillsammans bildar ränder. De gör även en del andra designer, ofta med kontroversiella texter som till exempel "Make Hate" och "The devil made me do it". De gör mest t-shirts och tröjor men även bälten, plånböcker och andra accessoarer.
Rogue Status äger även ett eget drift-team som tävlar hela USA. De samarbetar med bilmärket Scion och man kan se Gunshow-mönstret på flera av deras bilar, bland annat bilarna de ställde ut på SEMA-mässan (Specialty Equipment Market Association) i Las Vegas 2009.
2009 ställde Rogue Status upp med tre bilar i årets Gumball-rally där deltagarna korsade USA i ett flertal exotiska och lyxiga bilar.
Klädmärket samarbetar med flera andra märken varav flera har kopplingar till kändisar som Travis Barker och Paul Wall. Bland annat Famous Stars and Straps, The Wild Ones, The Fast Life, Estate, Black Scale, Expensive Taste och DTA. Märket bärs av många kända profiler, bland andra Eminem, Cassidy, Paul Wall, Travis Barker, Rob Dyrdek och Lil John.